# 1977–1978-as kupagyőztesek Európa-kupája
A KEK 1977–1978-as szezonja volt a kupa 18. kiírása. A győztes a belga RSC Anderlecht lett, miután a döntőben nagyon simán, 4–0-ra legyőzte az osztrák FK Austria Wien együttesét.

## Selejtező
| 1. csapat  | Össz. | 2. csapat      | 1. mérk. | 2. mérk. |
| ---------- | ----- | -------------- | -------- | -------- |
| Rangers FC | 3–2   | BSC Young Boys | 1–0      | 2–2      |

## Első forduló
| 1. csapat             | Össz.     | 2. csapat                | 1. mérk. | 2. mérk. |
| --------------------- | --------- | ------------------------ | -------- | -------- |
| FC Progrès Niedercorn | 0–10      | Vejle Boldklub           | 0–1      | 0–9      |
| PAOK FC               | 4–0       | Zagłębie Sosnowiec       | 2–0      | 2–0      |
| Rangers FC            | 0–3       | FC Twente                | 0–0      | 0–3      |
| SK Brann              | 5–0       | ÍA Akranes               | 1–0      | 4–0      |
| 1. FC Köln            | 2–3       | FC Porto                 | 2–2      | 0–1      |
| AS Saint-Étienne      | 1–3       | Manchester United FC     | 1–1      | 0–2      |
| Hamburger SV          | 13–3      | Lahden Reipas            | 8–1      | 5–2      |
| PFK Lokomotiv Szófia  | 1–8       | RSC Anderlecht           | 1–6      | 0–2      |
| Coleraine FC          | 3–6       | 1. FC Lokomotive Leipzig | 1–4      | 2–2      |
| Real Betis            | 3–2       | AC Milan                 | 2–0      | 1–2      |
| Valletta FC           | 0–7       | Gyinamo Moszkva          | 0–2      | 0–5      |
| Olímpiakósz Nicosia   | 1–8       | FC Universitatea Craiova | 1–6      | 0–2      |
| Cardiff City FC       | 0–1       | FK Austria Wien          | 0–0      | 0–1      |
| Lokomotiva Košice     | 2–2 (ig.) | Östers IF                | 0–0      | 2–2      |
| Beşiktaş JK           | 2–5       | Diósgyőri VTK            | 2–0      | 0–5      |
| Dundalk FC            | 1–4       | HNK Hajduk Split         | 1–0      | 0–4      |

## Második forduló
| 1. csapat                | Össz.                 | 2. csapat                | 1. mérk. | 2. mérk.   |
| ------------------------ | --------------------- | ------------------------ | -------- | ---------- |
| Vejle Boldklub           | 4–2                   | PAOK FC                  | 3–0      | 1–2        |
| FC Twente                | 4–1                   | SK Brann                 | 2–0      | 2–1        |
| FC Porto                 | 6–5                   | Manchester United FC     | 4–0      | 2–5        |
| Hamburger SV             | 2–3                   | RSC Anderlecht           | 1–2      | 1–1        |
| 1. FC Lokomotive Leipzig | 2–3                   | Real Betis               | 1–1      | 1–2        |
| Gyinamo Moszkva          | 2–2 (11-esekkel: 3–0) | FC Universitatea Craiova | 2–0      | 0–2 (h.u.) |
| FK Austria Wien          | 1–1 (ig.)             | Lokomotiva Košice        | 0–0      | 1–1        |
| Diósgyőri VTK            | 3–3 (11-esekkel: 3–4) | HNK Hajduk Split         | 2–1      | 1–2 (h.u.) |

## Negyeddöntő
| 1. csapat       | Össz.                 | 2. csapat        | 1. mérk. | 2. mérk.   |
| --------------- | --------------------- | ---------------- | -------- | ---------- |
| Vejle Boldklub  | 0–7                   | FC Twente        | 0–3      | 0–4        |
| FC Porto        | 1–3                   | RSC Anderlecht   | 1–0      | 0–3        |
| Real Betis      | 0–3                   | Gyinamo Moszkva  | 0–0      | 0–3        |
| FK Austria Wien | 2–2 (11-esekkel: 3–0) | HNK Hajduk Split | 1–1      | 1–1 (h.u.) |

## Elődöntő
| 1. csapat       | Össz.                 | 2. csapat       | 1. mérk. | 2. mérk.   |
| --------------- | --------------------- | --------------- | -------- | ---------- |
| FC Twente       | 0–3                   | RSC Anderlecht  | 0–1      | 0–2        |
| Gyinamo Moszkva | 3–3 (11-esekkel: 4–5) | FK Austria Wien | 2–1      | 1–2 (h.u.) |

## Döntő
| 1978. május 3. 20:15 |

| Anderlecht                            | 4–0   | Austria Wien |
| ------------------------------------- | ----- | ------------ |
| Rensenbrink 13' 44' Van Binst 45' 82' | (3–0) |              |

| Parc des Princes, Párizs Nézőszám: 48 679 Játékvezető: Heinz Aldinger (nyugatnémet) |

| Az 1977–1978-as kupagyőztesek Európa-kupája győztese |
| ---------------------------------------------------- |
| RSC Anderlecht 2. cím                                |

## Lásd még
- 1977–1978-as bajnokcsapatok Európa-kupája
- 1977–1978-as UEFA-kupa